# Eucereon discolor
Eucereon discolor là một loài bướm đêm thuộc phân họ Arctiinae, họ Erebidae.